# Linval Joseph
Linval Clement Joseph (* 10. Oktober 1988 in Saint Croix, Amerikanische Jungferninseln) ist ein US-amerikanischer American-Football-Spieler. Er spielt in der National Football League (NFL) auf der Position des Defensive Tackle für die Dallas Cowboys. Von 2014 bis 2019 lief er für die Minnesota Vikings auf, anschließend spielte er für die Los Angeles Chargers, die Philadelphia Eagles und die Buffalo Bills. Zuvor war er bei den New York Giants unter Vertrag, mit denen er den Super Bowl XLVI gewann.

## College
Joseph, der schon früh großes sportliches Talent erkennen ließ – so betrieb er während der Highschool auch Leichtathletik und Gewichtheben –, besuchte die East Carolina University und spielte für deren Team, die Pirates, zwischen 2007 und 2009 erfolgreich College Football, wobei er in 41 Spielen 143 Tackles setzen, 6,5 Sacks erzielen und zwei Pässe verteidigen konnte.

## NFL

### New York Giants
Beim NFL Draft 2010 wurde er in der zweiten Runde als insgesamt 46. von den New York Giants ausgewählt und kam in seiner Rookie-Saison nur in sechs Spielen zum Einsatz. In der Spielzeit 2011 konnte er sich als Starter etablieren und zeigte konstant gute Leistungen. Er konnte sogar mit seinem Team den Super Bowl XLVI gegen die New England Patriots mit 21:17 gewinnen. 2012 und 2013 lief er in 31 Partien für die Giants als Starter auf.

### Minnesota Vikings
Im März 2014 unterschrieb er bei den Minnesota Vikings einen Fünfjahresvertrag in der Höhe von 31,5 Millionen US-Dollar. Auch bei seiner neuen Mannschaft zeigte er von Anfang an konstant gute Leistungen. 2015 konnte er verletzungsbedingt nur 12 Spiele bestreiten. 2016 wurde Joseph erstmals in den Pro Bowl berufen. Die zweite Berufung erfolgte in der Saison 2017.
Am 13. März 2020 wurde er von den Vikings entlassen.

### Los Angeles Chargers
Am 18. März 2020 schloss sich Linval für zwei Jahre den Los Angeles Chargers an.

### Philadelphia Eagles
Am 16. November 2022 nahmen die Philadelphia Eagles Joseph unter Vertrag. Er kam in acht Spielen der Regular Season als Starter zum Einsatz und erreichte mit dem Team den Super Bowl LVII.

### Buffalo Bills
Am 2. November 2023 unterschrieb Joseph bei den Buffalo Bills. Dort konnte er sich jedoch nicht als Starter durchsetzen.

### Dallas Cowboys
Kurz vor dem Start der neuen Saison verpflichteten die Dallas Cowboys Joseph als Ergänzung für ihre Defensive.